# The Bambi Molesters
The Bambi Molesters, hrvatski instrumentalni rock sastav iz Siska.

## Povijest
Osnovani su 1995. Sviraju surf rock, glazbu koja potječe iz 1960-ih. Pridonijeli su razvoju i napretku tog glazbenog žanra. Jedni su od glavnih svjetskih predstavnika surf-rocka. Nastupaju u Hrvatskoj i u inozemstvu. Više puta bili su predgrupa američke grupe R.E.M. Surađivali su s Chrisom Eckmanom s kojim su nastupali 2004., pod imenom "The Strange". U ljeto 2010., njihov album "As the Dark Wave Swells" u jednom trenutku se našao na 12. mjestu na listi najprodavanijih albuma internetske stranice Amazon u kategoriji rock n' roll glazbe.
Reportaže o albumima Bambi Molestersa objavljene su u poznatim časopisima kao što su: "Q", "Uncut", "The Sunday Times" i "Shindig! Magazine". Njihove pjesme izvode se na američkim i britanskim radio postajama. Pjesma "C Alpha E" izvodila se u američkom filmu "The Treat", a tri pjesme s prvog albuma korištene su u slovenskom filmu "Barabe". Pjesma "Chaotica" s njihovog trećeg studijskog albuma korištena je u američkoj TV seriji "Na putu prema dolje" (engl. Breaking Bad).
Dobitnici su sedam diskografskih nagrada Porin.

## Članovi
- Lada Furlan Zaborac – bas-gitara
- Hrvoje Zaborac – bubnjevi
- Dalibor Pavičić – gitara
- Dinko Tomljanović – gitara

## Diskografija
Studijski albumi
- Dumb Loud Hollow Twang, 1997./1998.
- Intensity!, 1999.
- Sonic Bullets: 13 from the Hip, 2001.
- Dumb Loud Hollow Twang Deluxe, 2003.
- As the Dark Wave Swells, 2010.

EP
- Play Out of Tune [kazeta], 1995.
- Coastal Disturbance [7" EP], 1996.
- Bikini Machines [7"], 1998.

Koncertni albumi
- Backstage Pass, 2003.
- A Night in Zagreb, 2011.

## Vanjske poveznice
- Službena stranica  Arhivirana inačica izvorne stranice od 1. srpnja 2010. (Wayback Machine)